# Petroica front-roja
El petroica front-roja (Petroica goodenovii) és un ocell de la família dels petròicids (Petroicidae).

## Hàbitat i distribució
Habita boscos, matolls i mulga d'Austràlia. Absent de la zona septentrional.